# 정석인하학원
학교법인 정석인하학원(學校法人 靜石仁荷學園)은 대한민국의 사학 재단으로, 한진그룹의 지배를 받고 있다. 정석학원과 인하학원은 한진그룹 산하에 있는 각각 별개의 사학 재단이었으나, 2013년에 '정석인하학원'으로 재단을 통합하였다.

## 구성

### 인하대학교
인하대학교는 구 인하학원 소속의 대학으로, 1954년 인천광역시에 설립된 종합대학이다. 2019년 현재. 9개 단과대학과 9개의 대학원을 설립하여 각 교육 과정을 제공하고 있다.

#### 사범대학 부속 고등학교
인하대학교사범대학부속고등학교는 1971년 설립된 인천광역시에 위치한 인하대학교 사범대학의 하부 중등교육 기관이다. 1973년, 인하대학교 사범대학 산하로 개편되어 현재에 이르고 있다.

#### 사범대학 부속 중학교
인하대학교사범대학부속중학교는 1968년 설립된 인천광역시에 위치한 인하대학교 사범대학의 하부 중등교육기관이다. 인하공과대학부설중학교로 설립되어, 인하공과대학이 인하대학교로 승격된 이후, 사범대학 산하로 개편되었다.

### 한국항공대학교
한국항공대학교는 구 정석학원 소속의 대학으로, 1952년 경기도에 설립된 일반대학이다. 설립 당초, 대한민국 정부 등에서 설립했지만, 1979년 정석학원이 인수한 바 있다.

### 인하공업전문대학
인하공업전문대학은 구 인하학원 소속의 전문대학으로, 1958년 인천광역시에 인하공과대학(현 인하대학교)의 부속 학교로 설립된 것이 시초이다. 1979년 현재의 교명으로 독립하여 지금에 이르고 있다.

### 정석항공과학고등학교
정석항공과학고등학교는 구 정석학원 소속의 고등학교로, 1958년 인천광역시에 설립된 공업 고등학교이다. 1978년, 공업 고등학교로 개편되어 현재에 이르고 있다.